# Doctor Clayton
Doctor Clayton (eigentlich Peter Joe Clayton; * 19. April 1898 in Georgia; † 7. Januar 1947 in Chicago, Illinois) war ein US-amerikanischer Blues-Sänger und Songschreiber.

## Leben
Clayton ist wahrscheinlich 1898 in Georgia geboren, obwohl er selbst behauptete, mit seinen Eltern aus Afrika gekommen zu sein. In St. Louis heiratete Clayton und hatte vier Kinder. 1937 kam seine komplette Familie bei einem Brand ums Leben. Danach verfiel er dem Alkohol und führte ein unstetes Leben. Mit Robert Lockwood ging er nach Chicago, um dort Musik zu machen.
Doctor Clayton starb 1947 an den Folgen einer Lungenentzündung. Big Bill Broonzy berichtete, dass bei der Beerdigung nur 10 Leute anwesend waren, darunter er selbst und Tampa Red.

## Karriere
Die ersten Aufnahmen von Doctor Clayton stammen aus dem Jahr 1935. Er trat ausschließlich als Sänger auf und schrieb erfolgreich Songs. Zu seinen bekanntesten Stücken zählen 41 Blues, Pearl Harbor Blues, Cheating And Lying Blues, Hold That Train Conductor, Gotta Find My Baby, Root Doctor, Angels in Harlem, On The Killing Floor und I Need My Baby. Einige der Stücke Claytons wurden später von B.B. King neu eingespielt.

## Diskografie
- Doctor Clayton: Complete Recorded Works 1935-42 (1994, Document DOCD-5179)
- Doctor Clayton & His Buddies: Complete Recorded Works – 1946-47 (1994, Old Tramp OTCD-005)